# 青森家庭裁判所
青森家庭裁判所（あおもりかていさいばんしょ）は、青森県青森市にある日本の家庭裁判所の一つで、青森県を管轄している。略称は、青森家裁（あおもりかさい）。弘前・八戸・五所川原・十和田に支部を、むつ・野辺地に出張所を置いている。
青森家庭裁判所には青森市に置かれている本庁のほか、弘前市、八戸市、五所川原市、十和田市の4市に支部を、むつ市と野辺地町に出張所を設置している。

## 所在地
- 本庁：青森県青森市長島1丁目3-26  北緯40度49分25.2秒 東経140度44分35.2秒 / 北緯40.823667度 東経140.743111度
JR奥羽線, 津軽線, 青い森鉄道青い森鉄道線青森駅から徒歩約15分
- 弘前支部：青森県弘前市下白銀町7  北緯40度36分9.9秒 東経140度28分1.2秒 / 北緯40.602750度 東経140.467000度
JR奥羽線, 五能線, 弘南鉄道弘南線弘前駅からバス約15分（下土手町バス停下車）
- 八戸支部：青森県八戸市根城9丁目13-6  北緯40度30分29.8秒 東経141度28分3.3秒 / 北緯40.508278度 東経141.467583度
東北新幹線, 八戸線, 青い森鉄道青い森鉄道線八戸駅からバス約20分（司法センター前バス停下車）
- 五所川原支部：青森県五所川原市字元町54  北緯40度48分18.1秒 東経140度26分35.9秒 / 北緯40.805028度 東経140.443306度
JR五能線, 津軽鉄道津軽鉄道線五所川原駅から徒歩約10分
- 十和田支部：青森県十和田市西二番町14-8  北緯40度36分48.1秒 東経141度12分27.2秒 / 北緯40.613361度 東経141.207556度
七戸十和田駅，三沢駅からバス約30分（官庁街通バス停下車）
- むつ出張所:青森県むつ市中央1-1-5  北緯41度17分29.3秒 東経141度11分27.7秒 / 北緯41.291472度 東経141.191028度
JR大湊線下北駅から徒歩約15分
- 野辺地出張所:青森県上北郡野辺地町字野辺地419  北緯40度52分6.5秒 東経141度7分10.7秒 / 北緯40.868472度 東経141.119639度
JR大湊線, 青い森鉄道青い森鉄道線野辺地駅から徒歩約30分

## 歴代所長
青森地方裁判所長と兼任　任期の後ろは後職
- 中野哲弘（2001年8月 - 2003年4月 宇都宮地方裁判所所長）
- 三輪和雄（2006年2月 - 2007年12月 仙台家庭裁判所長）
- 小磯武男（2007年12月 - 2009年3月 仙台高等裁判所部総括判事）
- 田村幸一（2009年3月 - 2011年1月 仙台高等裁判所部総括判事）
- 長秀之（2009年3月 - 2013年5月 依願退官）
- 志田博文（2013年5月 - 2014年6月 大阪高等裁判所部総括判事）
- 小野洋一（2014年6月 - 2015年8月 仙台高等裁判所部総括判事）